# يان بولاك
يان بولاك (بالتشيكية: Jan Polák)‏، من مواليد 14 مارس 1981 في برنو في تشيكوسلوفاكيا، لاعب كرة قدم تشيكي.
بدأ مسيرته الكروية مع نادي برنو في عام 1996، ولعب معهم حتى عام 2002، وشارك معهم في 124 مباراة وسجل 5 أهداف، وفي عام 2003 انتقل إلى نادي سلوفان ليبيرتش، ولعب معهم حتى عام 2005، وشارك معهم في 65 مباراة وسجل 5 أهداف، وفي عام 2005 انتقل إلى نادي نورنبيرغ الألماني، ولعب معهم حتى عام 2007، وشارك معهم في 62 مباراة وسجل 4 أهداف، ومنذ سنة 2007 وهو يلعب مع نادي آندرلخت البلجيكي.
بدأ مسيرته الكروية مع منتخب التشيك لكرة القدم في سنة 1999، وهو يلعب معهم حتى الآن.

## روابط خارجية
- يان بولاك على موقع الاتحاد الأوربي (الإنجليزية)
- يان بولاك على موقع الاتحاد التشيكي (الإنجليزية)
- يان بولاك على موقع قاعدة بيانات كرة القدم.إي يو (الإنجليزية)
- يان بولاك على موقع بيانات كرة القدم. دي إي (الألمانية)
- يان بولاك على موقع ناشيونال فوتبول تيمز (الإنجليزية)
- يان بولاك على موقع Soccerway.com (الإنجليزية)
- يان بولاك على موقع عالم كرة القدم.نت (الإنجليزية)
- يان بولاك على موقع كووورة
- يان بولاك على موقع أوليمبيديا (الإنجليزية)
- يان بولاك على موقع اللجنة الأولمبية التشيكية (التشيكية)